# S.S. Racing Club Fondi
SS Racing Club Fondi là một câu lạc bộ bóng đá Ý, có trụ sở tại Fondi, Lazio. Câu lạc bộ trước đây được gọi là Unicusano Fondi và Fondi Calcio. Năm 2018, câu lạc bộ sáp nhập với FC Aprilia.

## Lịch sử

Logo cũ.

Vào ngày 15 tháng 8 năm 1922, Associazione Sportiva Fondana được thành lập bởi kỹ sư Boriello, giám đốc nhà ga trong thị trấn, người đã khai sinh mối quan hệ đối tác mới này, tập hợp tất cả những người hâm mộ bóng đá của thị trấn Lazio và đưa họ đến với nhau trong một dự án thể thao. Sau đó, vào ngày 16 tháng 8 năm đó, ngày hôm sau, Fondi đã chơi trận đấu chính thức đầu tiên tại sân vận động thành phố cổ gặp Lenola, họ bị đánh bại với tỷ số 0-2. Đội hình bao gồm: Calves, Santella, L. Vitelli, Santella, L. Forte, Purificato, D'Alessandro, R. Forte, Amante, Velletri, Fiorillo, Ferrazzoli, Magnarella và Boriello trên băng ghế dự bị.
Vào ngày 1 tháng 10 năm 1923, công ty mới thành lập đã bầu Luigi Forte làm chủ tịch, Ottorino Fabiani làm thư ký và Erasmo Di Russo làm thủ quỹ. 

Màu sắc của đội, ban đầu, là màu đỏ và màu xanh lam, sau đó trong chức vô địch Promozione mùa 1952-1953, khi câu lạc bộ lấy tên là Unione Sportiva Fondana, đổi thành màu rau dền và bầu trời, nhưng khi đội xuống hạng Prima Cargetoria Lazio vào năm 1960-61 trở lại với bản gốc.
Năm 2008, Fondi Calcio được thành lập như một s.s.d. a r.l..
Trong mùa giải 2009-10 tại Serie D, đội đã có cuộc thăng hạng lịch sử đầu tiên lên Lega Pro Seconda Divisione với một ngày trước khi hòa trên sân nhà 2-2 trước Boville Ernica trước gần 2.000 khán giả. Do đó đội đã hoàn thành vị trí đầu tiên trong bảng G của Serie D và được thăng hạng lên Lega Pro Seconda Divisione.
Hai mùa gần nhất ở Lega Pro Seconda Divisione Fondi vẫn giữ được vị trí của mình trong giải đấu này.
Vào tháng 10 năm 2014, đội bóng đã được mua bởi Đại học Studi Niccolò Cusano.
Vào năm 2017, chủ tịch của SS Racing Club Roma, Antonio Pezone, đã mua lại Fondi Calcio, đổi tên thành SS Racing Club Fondi.
Vào tháng 5 năm 2018, Fondi đã xuống hạng Serie D sau trận thua 4-3 trước Pagan Calcio 1926 trong trận play out xuống hạng của bảng C Serie C.

## Chủ tịch
- Stefano Ranucci (2014-2017)
- Antonio Pezone (2017-2018)

## Màu sắc
Màu sắc của đội là đỏ và xanh dương.

## Danh dự
- Coppa Italia Serie D
  - Vô địch: 2015-16